# Brigid Walsh

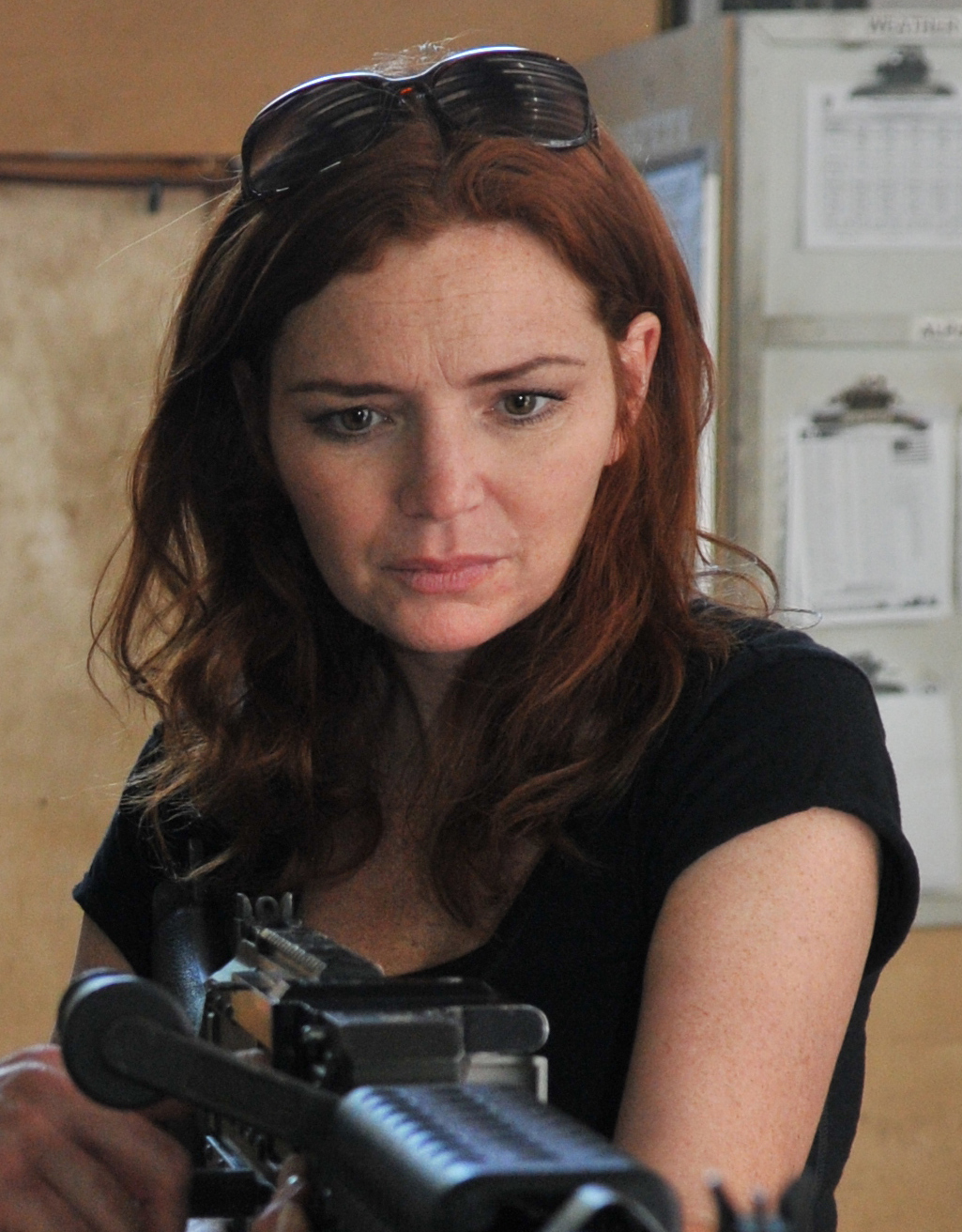
Brigid Brannagh im Mai 2011

Brigid Brannagh (* 3. August 1972 in San Francisco, Kalifornien als Brigid E. Walsh) ist eine US-amerikanische Schauspielerin mit irischen Vorfahren. Sie ist unter den Namen Brigid Brannagh, Brigid Walsh und Brigid Conley Walsh in verschiedenen Fernsehsendungen aufgetreten.

## Leben und Karriere
Brigid Brannagh wurde in San Francisco als viertes von insgesamt neun Kindern geboren. Mit ungefähr 13 Jahren begann sie, an Vorsprechen teilzunehmen.
Brannagh hatte häufig Gastauftritte in verschiedenen Serien, darunter in New York Cops – NYPD Blue, Emergency Room – Die Notaufnahme, Ally McBeal, Will & Grace, CSI: Den Tätern auf der Spur, Angel – Jäger der Finsternis, 24, Criminal Minds und Leverage.
Von 2007 bis 2012 war sie in insgesamt 84 Folgen der Serie Army Wives in einer Hauptrolle als Pamela Moran zu sehen. Nach ihrem Ausstieg aus der Hauptbesetzung der Serie wurde sie für die Pilotfolge von ABCs Gilded Lilys ausgewählt, die es aber nicht ins Hauptprogramm des Senders schaffte. 2013 war sie wiederum in den ersten beiden Folgen der siebten Staffel von Army Wives zu sehen.
Brigid Brannagh lebt mit ihrem Ehemann Justin Lyons in Los Angeles.

## Filmografie (Auswahl)
- 1988: Scout Academy (The Wrong Guys)
- 1989: Jake und McCabe – Durch dick und dünn (Jake and the Fatman, Fernsehserie, Folge 2x02)
- 1990–1992: Alles total normal – Die Bilderbuchfamilie (True Colors, Fernsehserie, 45 Folgen)
- 1993: Cool! – Endlich sind die Eltern weg (The Day My Parents Ran Away)
- 1994: New York Cops – NYPD Blue (NYPD Blue, Fernsehserie, Folge 2x04)
- 1994: Emergency Room – Die Notaufnahme (ER, Fernsehserie, Folge 1x08)
- 1996: Embraced – Clan der Vampire (Kindred: The Embraced, Fernsehserie, 8 Folgen)
- 1996: Ein Hauch von Himmel (Touched by an Angel, Fernsehserie, Folge 3x09)
- 1997: Drei Männer und kein Baby (Chicago Sons, Fernsehserie, 3 Folgen)
- 1997: Das Geheimnis der Lady Adelon (The Inheritance)
- 1997–1998: Brooklyn South (Fernsehserie, 4 Folgen)
- 1998: Ally McBeal (Fernsehserie, Folge 1x15)
- 1998: Will & Grace (Fernsehserie, 2 Folgen)
- 1999: Legacy (Fernsehserie, 5 Folgen)
- 1999: Charmed – Zauberhafte Hexen (Charmed, Fernsehserie, Folge 2x06)
- 2000: Allein gegen die Zukunft (Early Edition, Fernsehserie, Folge 4x11)
- 2000: Diagnose: Mord (Fernsehserie, Episode: Wasserdichtes Alibi)
- 2000–2001: Angel – Jäger der Finsternis (Angel, Fernsehserie, 4 Folgen)
- 2001: CSI: Vegas (CSI: Crime Scene Investigation, Fernsehserie, 2 Folgen)
- 2002: Just Shoot Me – Redaktion durchgeknipst (Just Shoot Me!, Fernsehserie, Folge 6x17)
- 2003: Strong Medicine: Zwei Ärztinnen wie Feuer und Eis (Strong Medicine, Fernsehserie, Folge 3x18)
- 2003: Star Trek: Enterprise (Enterprise, Fernsehserie, Folge 2x24)
- 2004: 24 (Fernsehserie, Folge 3x18)
- 2004: Without a Trace – Spurlos verschwunden (Without a Trace, Fernsehserie, Folge 2x24)
- 2005: Over There – Kommando Irak (Over There, Fernsehserie, 11 Folgen)
- 2005: Cold Case – Kein Opfer ist je vergessen (Cold Case, Fernsehserie, Folge 2x16)
- 2005, 2023: Navy CIS (NCIS, Fernsehserie, Folgen 2x19, 20×16, 20×21)
- 2006: Standoff (Fernsehserie, Folge 1x07)
- 2007–2013: Army Wives (Fernsehserie, 86 Folgen)
- 2011: Criminal Minds (Fernsehserie, Folge 7x08)
- 2012: Leverage (Fernsehserie, Folge 5x11)
- 2013: Cult (Fernsehserie, Folge 1x07)
- 2014: Grimm (Fernsehserie, Folge 4x04)
- 2016: They’re Watching
- 2016: Grey’s Anatomy (Fernsehserie, Folge 13x06, 13x21)
- 2017: You Get Me
- 2017–2019: Marvel’s Runaways (Fernsehserie, 33 Folgen)
- 2020: The Good Doctor (Fernsehserie, Folge 3x12)
- 2022: 9-1-1: Lone Star (Fernsehserie, Folge 3x02)
- 2022: Seattle Firefighters – Die jungen Helden (Station 19, Fernsehserie, Folge 6x16)
- 2025: Chicago Med (Fernsehserie, Folge 10x18)